# Ruth Mary Reynolds
Ruth Mary Reynolds Willmarth (29 de febrero de 1916 – 2 de diciembre de 1989) fue una educadora, política, y activista de los derechos civiles y políticos estadounidense-boricua que abrazó los ideales del Partido Nacionalista de Puerto Rico. Fue encarcelada en La Prisión de la Princesa a causa de sus convicciones durante las revueltas del Partido Nacionalista de Puerto Rico en los 1950s. Como fundadora de «Estadounidenses por la independencia de Puerto Rico», dedicó muchos años de su vida a la causa de la Independencia de Puerto Rico de los EE. UU. después de su salida de la cárcel.

## Biografía
Reynolds era originaria de Terraville, Condado de Lawrence (Dakota del Sur), un pueblito minero en las Black Hills. Cuando joven, enseñó en la escuela de enseñanza media durante dos años, incluyendo un año de enseñanza en una reservación india. Después de obtener una maestría por la Universidad Northwestern, se trasladó a la ciudad de Nueva York, donde se unió al Grupo Harlem Ashram, una comunidad pacifista interracial dedicada al desarrollo de estrategias no violentas para el cambio social de pesadas inequidades.

## Grupo Ashram en Harlem
En 1940, se funda el «Harlem Ashram», por Ralph Templin y Jay Holmes Smith. Era un grupo religioso pacifista basado en la filosofía gandhiana de la no violencia. Con el interés de promover la buena voluntad interracial, los miembros del Grupo Ashram se sumaron a miembros de un barrio de mayoría puertorriqueña en la ciudad. Reynolds y sus colaboradores organizaban juegos y actividades para los jóvenes que vivían en East Harlem, también conocido como Spanish Harlem (Harlem Hispano).

## Partido Nacionalista de Puerto Rico
Pedro Albizu Campos, presidente del Partido Nacionalista de Puerto Rico, y varios otros nacionalistas fueron arrestados y acusados de “sedición y conspiración para derrocar al gobierno de los EE.UU. en Puerto Rico”, después de los acontecimientos de la Masacre de Río Piedras. A pesar de que no estuvo involucrado en el incidente, Albizu Campos fue declarado culpable y condenado a diez años de prisión, cumplidos en la Penitenciaría federal de Atlanta, Georgia.

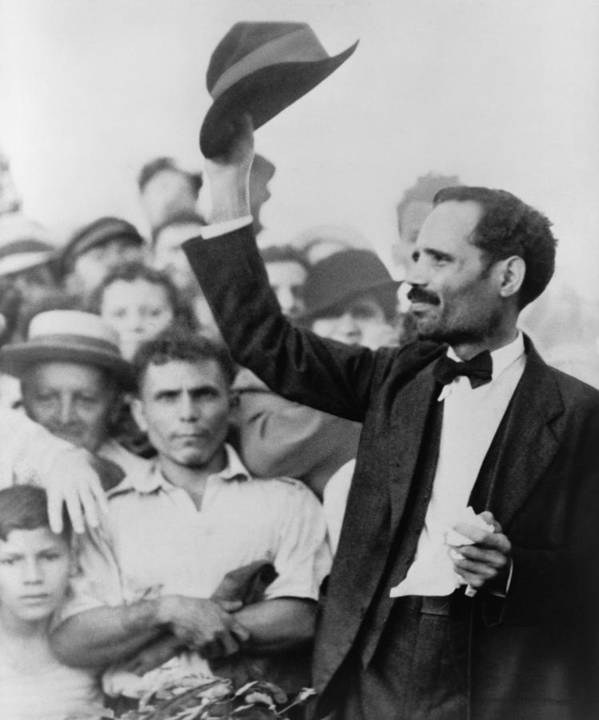
Don Pedro Albizu Campos, 1936

En 1943, Albizu Campos enfermó gravemente y debió ser internado en el Hospital Columbus de Nueva York. Durante su estancia en el hospital, se enteró de la obra que el Harlem Ashram estaba haciendo con los puertorriqueños locales. Así le preguntó a Julio Pinto Gandía, miembro del Partido Nacionalista de Puerto Rico, para llevar al grupo a su lado pues quería reunirse con ellos. A lo solicitado, Reynolds y los otros fueron a conocer a Albizu Campos. Ese fue el comienzo de una larga amistad entre Reynolds y Albizu Campos.
No sólo había Albizu Campos aprendido sobre las actividades del grupo con la comunidad puertorriqueña, también supo que el grupo estuvo involucrado en el «Movimiento de No violencia India Libre». Convenció a su grupo de participar en un movimiento «Puerto Rico Libre”, ya que era un caso comparable de colonialismo: “Estados Unidos colonizando Puerto Rico». A pesar de que los miembros del grupo se opusieron al uso de la violencia como una forma de obtener la libertad, estuvieron de acuerdo en que Puerto Rico debía tener su independencia, y así se convirtieron en defensores de la independencia de la isla.
Poco después, Reynolds y sus colegas fundaron la «Liga Estadounidense por la Independencia de Puerto Rico», y fue nombrada Secretaria Ejecutiva. En 1945, Reynolds hizo su primer viaje a Puerto Rico con el fin de ver las condiciones sociales, económicas y políticas en la isla. De 1946 a 1947, Reynolds se presentó ante la Asamblea General de Naciones Unidas, donde presionó a favor de la independencia de Puerto Rico. Allí denunció que el tratamiento de Puerto Rico por parte de los Estados Unidos estaba en violación de la «Declaración sobre el incumplimiento de los territorios no autónomos», establecidos en el Capítulo 11, Artículo 73 de la Carta de las Naciones Unidas. También declaró ante el Congreso de los Estados Unidos en lo que se refiere a la situación de la isla. Regresó a la isla en 1948, para investigar la huelga estudiantil en la Universidad de Puerto Rico.

## Las Revueltas puertorriqueñas del Partido Nacionalista de los 1950s

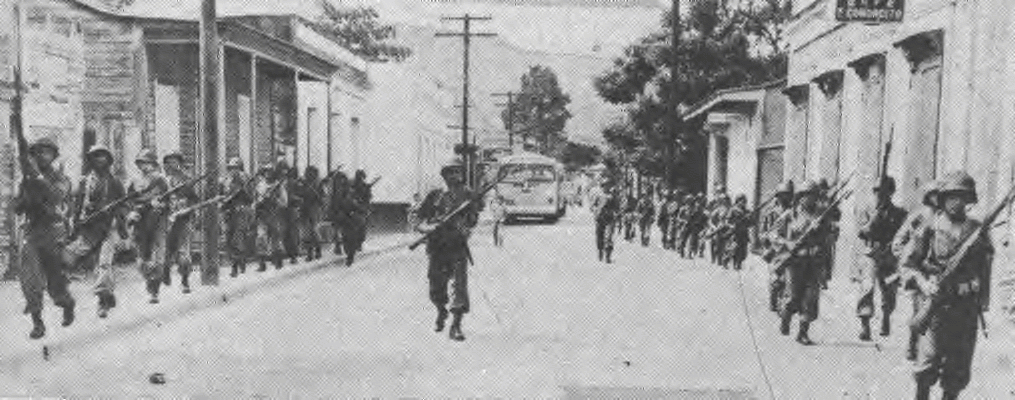
Tropas colonialistas de la Guardia Nacional, al comando del Adjunto general Luis R. Estéves, bajo órdenes del Gobernador Luis Muñoz Marín, ocupan a sangre y fuego Jayuya

Las Revueltas del Partido Nacionalista de Puerto Rico de los 1950 fueron una llamada generalizada por la independencia, de parte del Partido Nacionalista de Puerto Rico, contra la farsa colonial del gobierno de EE. UU. sobre Puerto Rico. Y específicamente repudiaban el llamado «Estado Libre Asociado», para designar administrativamente a Puerto Rico – una designación ampliamente reconocida como una farsa de la ideología colonial.
La revolución comenzó el 30 de octubre de 1950 (74 años), a las órdenes del líder nacionalista Pedro Albizu Campos, con levantamientos en varias ciudades, entre ellas Peñuelas, Mayagüez, Naranjito, Arecibo, y Ponce. Los levantamientos más notables y sangrientos, se produjeron en Utuado, Jayuya, y en San Juan.
En Utuado, los insurgentes fueron literalmente masacrados. En Jayuya, fue declarada la «República Libre de Puerto Rico», hasta que EE. UU. envió aviones bombarderos, artillería pesada, y tropas de infantería del ejército para poner fin a la República. En San Juan, los nacionalistas revolucionarios realizaron un atentado contra el gobernador de Puerto Rico en su residencia de La Fortaleza.
Cuando la revuelta comenzó Ruth estaba durmiendo en su residencia de San Juan. A las 2:00, fue despertada, cuando más de cuarenta policías provistos de armas de puño calibre .45 y largas Springfield M1903, y de Guardias Nacionales se presentaron en su puerta. A pesar de que no tenían ninguna orden de registro judicial, procedieron a registrar la casa y confiscaron sus documentos y papeles de discursos. Cuando les preguntó por la orden de allanamiento respondieron que no la tenían pero que sí tenían una orden para arrestarla. La policía afirmó que sus acciones estaban justificadas en virtud de las disposiciones de la Ley 53, también conocida como la «Ley de la Mordaza». Reynolds fue detenida junto con Carmen María Pérez Roque, y Olga Viscal Garriga. Así fue mantenida, durante varios días, en la sede de la Policía antes de ser transferida a La Prisión Princesa.
En enero de 1951, fue acusada formalmente de dos cargos de sedición porque, supuestamente, viajaba en un automóvil transportando armas, y por prometer su lealtad al Partido Nacionalista durante una reunión del partido en diciembre de 1949. El gobierno alegó que, al hacerlo, Reynolds había comprometido su vida y su fortuna al «derrocamiento ilegal, criminal, y malicioso» del gobierno respaldado por Estados Unidos en Puerto Rico. En septiembre de 1951 fue declarada culpable y condenada a seis años de trabajos forzados en la Penitenciaría Insular de Arecibo.

## «Liga Estadounidense por la Independencia de Puerto Rico»
La «Liga Estadounidense por la Independencia de Puerto Rico» se disolvió como resultado directo del encarcelamiento de Ruth. Sus amigos organizaron el «Comité de Defensa de Ruth Reynolds» y recaudaban fondos para su defensa. En junio, consiguieron los fondos suficientes para pagar su fianza, y así fue liberada. Ruth regresó a la ciudad de Nueva York, y fue representada legalmente por Conrad Lynn, un letrado que abogó contra la segregación, en muchos casos importantes, y por las libertades civiles. Logró defender con éxito a Ruth contra la acusación de colaboracionista con el movimiento nacionalista puertorriqueño, en el supuesto derrocamiento del gobierno de EE. UU. En 1954, ganó su caso en la apelación ante el Tribunal Supremo de Puerto Rico. Reynolds regresó una vez más a Nueva York y trabajó como ayudante de bibliotecario y archivera en el Instituto Psicoanalítico de Nueva York.
El 1 de marzo de 1954 un grupo de cuatro nacionalistas, que incluía a Lolita Lebrón, Rafael Cancel Miranda, Andrés Figueroa Cordero, y Irving Flores, desplegaron una bandera de Puerto Rico y abrieron fuego contra los Representantes del 83.er Congreso con la intención de captar la atención mundial a la causa de la independencia de Puerto Rico, hiriendo a cinco congresistas. Una de las consecuencias de ese grave evento fue el arresto de Albizu Campos, quien en ese momento estaba con mala salud. Ruth, con la ayuda de la «Liga Estadounidense por la Independencia de Puerto Rico», ayudó a defender a Albizu Campos y a los cuatro nacionalistas implicados en el tiroteo.
Ruth siguió siendo una amiga cercana de Albizu Campos hasta su muerte en 1965, y continuó en su búsqueda de la independencia de Puerto Rico. Ella revivió la «Liga Estadounidense por la Independencia de Puerto Rico» y se cambió el nombre a «Estadounidenses por la Independencia de Puerto Rico». Bajo su liderazgo, la organización presentó una petición en las Naciones Unidas, pidiendo que el órgano de gobierno de la ONU investigará la reclamación de porqué EE. UU. no permitía a Puerto Rico tener «autogobierno», y también investigar la represión brutal e inconstitucional de los miembros del movimiento de independencia. En 1977, Ruth hizo otra presentación en la ONU, a favor de Puerto Rico, esta vez al Comité Especial de Descolonización de Naciones Unidas.

## Últimos años
Reynolds recibió muchos tributos del Movimiento Independentista de Puerto Rico durante su vida. Trabajó en favor de los presos políticos puertorriqueños como miembro del «Comité por la Liberación de los Cinco Nacionalistas«. Participó en las entrevistas de historia oral de diversas instituciones educativas, entre ellas el “Centro de Estudios Puertorriqueños» en el Hunter College, el Centro Schomberg de la Biblioteca Pública de Nueva York, y la Universidad de Columbia. Ruth publicó su texto: Campus in Bondage: a 1948 Microcosm of Puerto Rico in Bondage (en español: Campus en esclavitud, un microcosmos de la esclavitud de Puerto Rico en 1948) en el que se narra la historia de la rebelión y la huelga en la Universidad de Puerto Rico.
El 2 de diciembre de 1989 Ruth falleció en su casa de Dakota del Sur.

## Algunas publicaciones
- Campus in Bondage: A Nineteen Forty-Eight Microcosm of Puerto Rico in Bondage; author: Ruth M. Reynolds; co-authors: Carlos R. Fraticelli and Blanca Erazo; Publisher: Hunter College (June 1989); ISBN 1-878483-00-5; ISBN 978-1-878483-00-3

## Legado
Noelle Ghoussaini escribió y dirigió una obra de teatro en la ciudad de Nueva York titulada Ruth and the Great Gust of Wind (Ruth y la Gran Ráfaga de Viento) que transmite la experiencia de Ruth y el movimiento independendista de Puerto Rico. Los productores de dicha obra, al igual que el movimiento independentista puertorriqueño, fueron silenciados por la opresión a rajatabla por parte del gobierno de EE. UU. La obra se estrenó en octubre de 2010 en el Teatro de Les Manouches Between the Seas con un festival de lectura literaria.

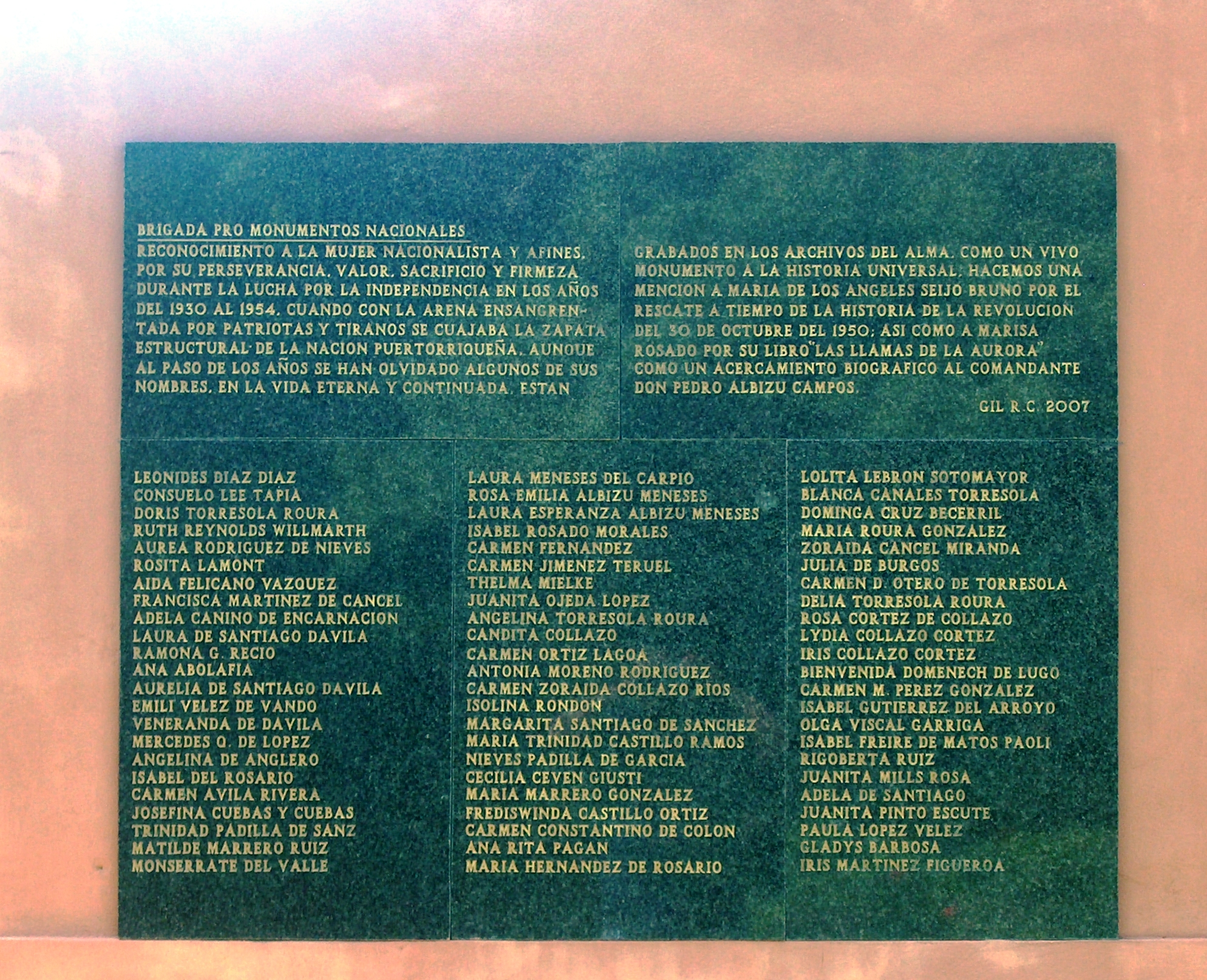
Placa honrando a las mujeres del Partido Nacionalista de Puerto Rico

- Una placa fue colocada en el monumento a los participantes del Grito de Jayuya en Mayagüez, Puerto Rico, en honor a las mujeres del Partido Nacionalista de Puerto Rico. El nombre de Reynolds está inscrito como Ruth Mary Reynolds Willmarth[nota 1] conforme a las costumbres españolizadas en Puerto Rico de la nomenclatura utilizada en el apellido paterno primero y el materno detrás. Su nombre se encuentra en la cuarta línea de la primera placa.